# Cardiocondyla elegans
Cardiocondyla elegans is een mierensoort uit de onderfamilie van de Myrmicinae. De wetenschappelijke naam van de soort is voor het eerst geldig gepubliceerd in 1869 door Carlo Emery.